# Repalle
Repalle est une ville du district de Bapatla, dans l' État indien d'Andhra Pradesh. La ville est l'une des 12 municipalités du district de Bapatla et le siège du mandal de Repalle sous l'administration de la division des revenus de Repalle,. Il est situé près de la rivière Krishna dans la région côtière de l'Andhra de l'État.

## Démographie
D'après le recensement de la population de l'Inde de 2011, la population de la ville s'élève à 50,866 dont 24,385 hommes et 26,481 femmes. Le taux d'alphabétisation s'élève à 81.32%.

## Gouvernement et politique

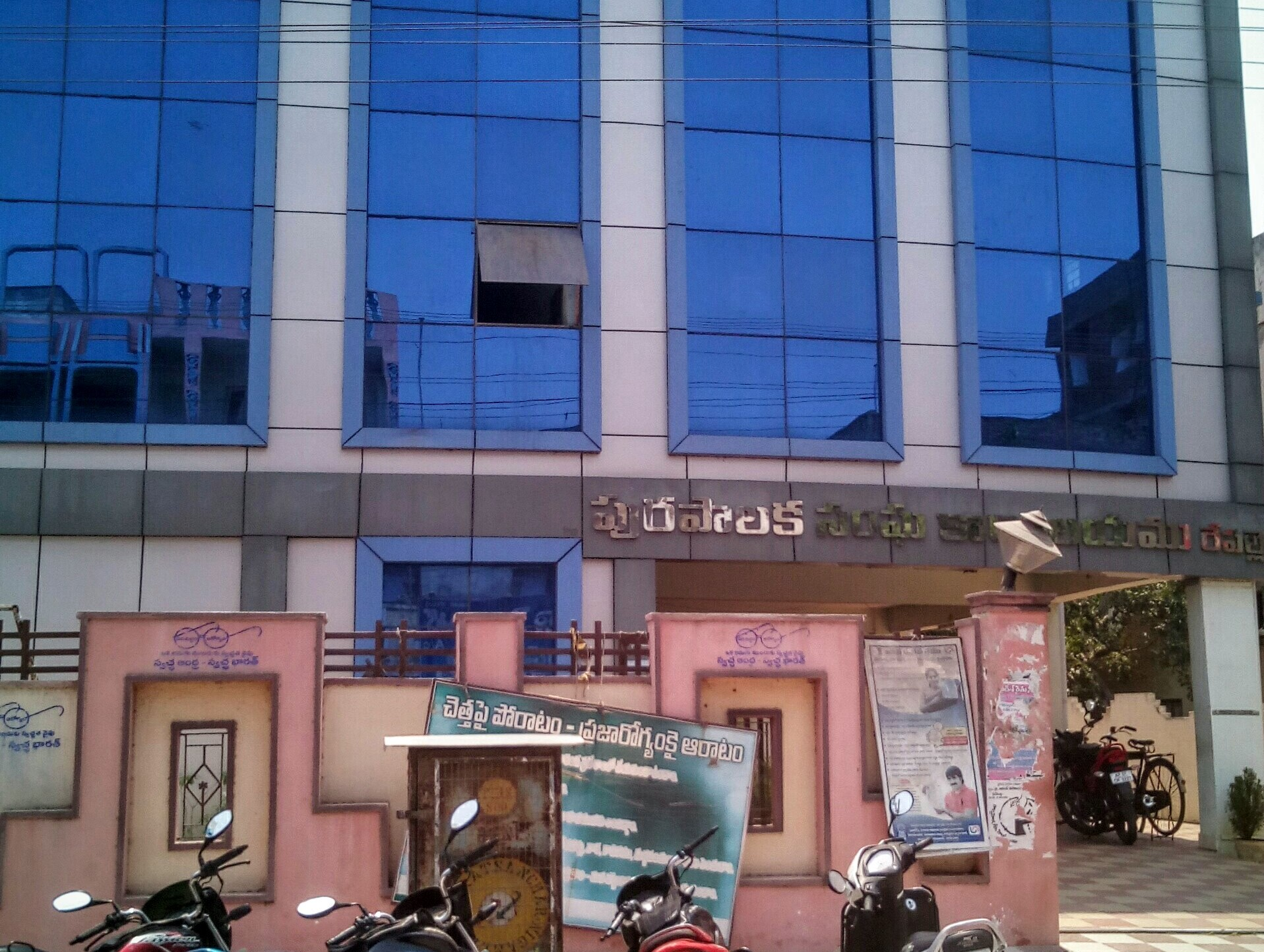
Bâtiment de la municipalité de Repalle

### Administration
La municipalité de Repalle est une municipalité de deuxième niveau, créée en 1965. Il s'étend sur 11km². Le commissaire municipal actuel de la ville est Vijaya Saradhi. Le service municipal s'occupe des services publics tels que les robinets publics, les puits publics, les égouts, les routes, les lampadaires, les parcs publics, etc. Les autres services comprennent les dispensaires, les écoles élémentaires et secondaires, etc.

### Politique
Repalle fait partie de la circonscription de l'Assemblée de Repalle pour l'Assemblée législative d'Andhra Pradesh. Anagani Satya Prasad est l'actuel député de la circonscription du Telugu Desam Party. Le segment de l'assemblée fait à son tour partie de la circonscription de Bapatla (SC) Lok Sabha, qui a été remportée par Nandigam Suresh du Yuvajana Sramika Raithu Congress Party (YSRCP) ,.

## Transport

Gare routière de Repalle

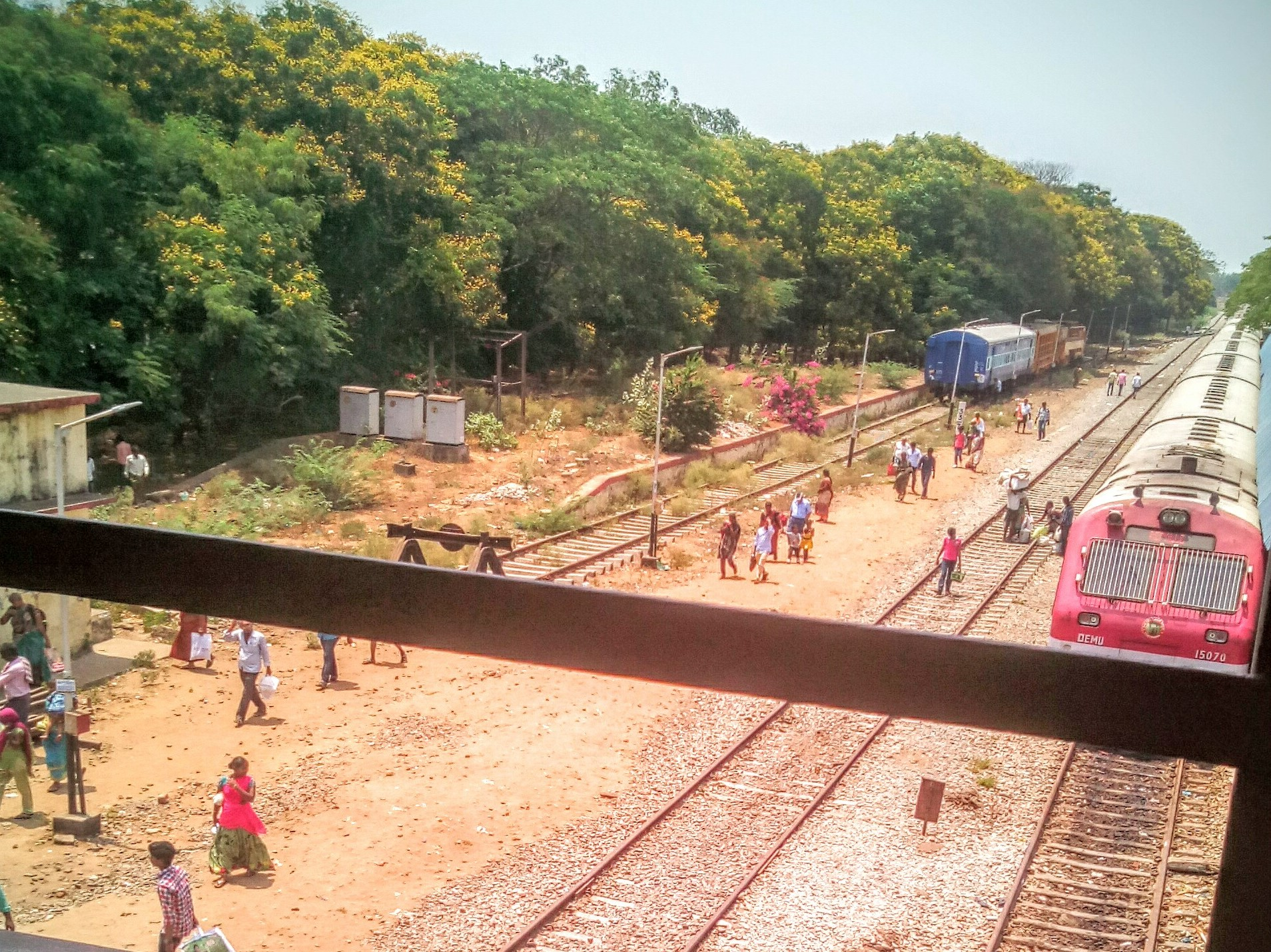
Aperçu de la gare de Repalle

La ville a une longueur totale de routes de 115km. La gare routière de Repalle appartient et est exploitée par APSRTC,. La gare routière est également équipée d'un dépôt de bus pour le stockage et l'entretien des bus,. La route nationale 216 passe par le village de Penumudi près de Repalle, qui relie Digamarru et Ongole. Repalle est une gare terminus de catégorie B sur la ligne secondaire Tenali-Repalle de la division ferroviaire de Guntur.

## Éducation
L'enseignement primaire et secondaire est dispensé par des écoles publiques, subventionnées et privées, sous la tutelle du Département de l'éducation scolaire de l'État,.